# Masque (commedia dell'arte)
Pour les articles homonymes, voir Masque (homonymie).

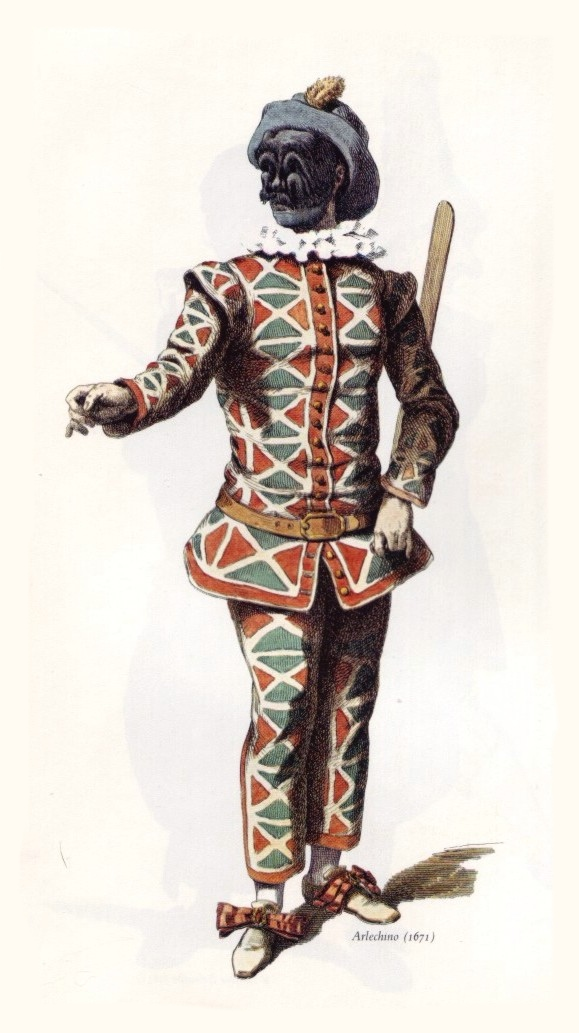
Le masque d'Arlequin.

Le masque (italien : maschera), dans la commedia dell'arte, désigne des personnages types portant, précisément, des masques, ainsi que des costumes caractéristiques et s'exprimant avec des gestes codifiés,,.
Les masques de la commedia dell'arte proviennent d'une stylisation du masque du visage du diable, en ce qui concerne les masques des Zanni. Dans d'autres cas, comme celui de Pantalon ou de Polichinelle, il s'agit simplement d'une caricature grotesque du type théâtral représenté. La relation entre le masque du diable (dans le cas des représentations sacrées) ou le visage animalisé du diable dans l'iconographie du XVe siècle et du XVIe siècle est frappante, même si le masque des Zanni perd les cornes caractéristiques du diable (mais un reste de corne est toujours présent dans les masques des Zanni, comme dans celui d'Arlequin). Certains personnages féminins, comme Colombine, entrent dans la catégorie des masques même s'ils n'en portent pas : dans ce cas, l'élément caractérisant est la stylisation du mouvement et du jeu, qui rend le personnage très différent des personnages ordinaires (par exemple, les couples d'amoureux classiques).
Dans les théâtres vénitiens du XVIIIe siècle, les préposés au théâtre portaient également un masque et un tricorne. C'est ainsi que le terme masque est également utilisé pour désigner le gardien de théâtre chargé d'accompagner et d'asseoir le public dans la salle.